# Quentin Westberg
Quentin Westberg (Suresnes, 1986. április 25. –) francia születésű amerikai korosztályos válogatott labdarúgó, kapus.

## Pályafutása
2024. november 26-án jelentette be a visszavonulását.

## Sikerei, díjai
- Évian
  - Francia másodosztály: 2010–11
- Toronto
  - Kanadai kupagyőztes: 2020